# Microtityus virginiae
Espèce
Microtityus virginiae est une espèce de scorpions de la famille des Buthidae.

## Distribution
Cette espèce est endémique de la province d'Independencia en République dominicaine. Elle se rencontre dans la Sierra de Neiba.

## Description
Les mâles mesurent de 14 à 15 mm et les femelles de 17 à 18 mm.

## Étymologie
Cette espèce est nommée en l'honneur de Virginia Heinsen de Freites.

## Publication originale
- Armas, 1999 : « Quince nuevos alacranes de La Española y Navassa, Antillas Mayores (Arachnida: Scorpiones). » Avicennia, vol. 10/11, p. 101-136.